# 過溝建德宮
過溝建德宮，是位於台灣嘉義縣布袋鎮北端的過溝地區，是一座奉祀五府千歲的王爺廟，為當地民眾的信仰中心。廟口常有許多攤販，廟旁的建德市場是居民買賣蔬果、魚蝦、食品的菜市場。

## 起源傳說
據當地口傳紀錄，在清領時期嘉慶年間，有一位外地旅人由中國大陸攜帶一尊神像途經過溝地區，於「風瑞仔樹」樹蔭下休息。傳說中此地開墾居民在商議雕塑神尊供奉的過程中，得知有旅人攜帶神像在鄰近區域，並得知該神像是五府千歲之中的「李王爺」。當時的居民及旅人在神像前祈拜，並以擲筊杯詢問神祇留在過溝地區受供奉的意願，結果獲得三個聖杯，自此得到神明允諾留在過溝當地受祭祀。
供奉該神祇初期未有廟宇，而是以擲筊杯決定神像到當地何人家戶受祭祀，一年選兩個家戶輪值。據傳說初始建廟供奉是以集資方式建造茅屋，位置接近位於「東勢頭」區域。現今該廟供奉的李二府、李三府神祇，於傳說時期即確定，原由是只有一個李王爺神像，然而信徒經常有向廟方短暫借至自宅行使宗教祭祀的需求。傳說中的地方耆老在徵得神祇同意後，雕塑兩尊李王爺副身，一為「李二府千歲」（李二王爺），二為「李三府千歲」（李三王爺），原本的神像改為「李大府千歲」（李大王爺）。

## 沿革
目前過溝建德宮的建立約於清領時期同治末年，居民李草蝦在諸羅山(今嘉義市)賺得金錢，回鄉提出建廟意見，當地居民支持之外，鄉人王定邦共同集資募款，並由主神李大王爺透過乩身指示要重新選擇廟地，條件是要在該區域的最高處，前後有鯤水的風水樣貌，選定了現址「西勢」地區。目前的廟名「建德宮」也是由乩身指示，包含教化意義：居民在此辛勤建業所得，並引導民眾有道德觀，命名為「建德宮」。
清領時期建廟又多加入了「池府千歲」、「中壇元帥」，「伽藍神」及「普度公」等神祇。
民國四十八年(1959年)歲次己亥年改建，民國五十三年（1964年）歲次甲辰年十月竣工。修復過程加入「五府千歲」當中的吳王、朱王、范王，集成五府千歲，同時也雕塑「觀音佛祖」、「註生娘娘」。
根據布袋鎮公所的資料，過溝建德宮也是嘉義沿海一帶，唯一辦理過較大規模建醮，不迎送客王，也免設狀元府之廟宇。

## 奉祀神祇
過溝建德宮主祀李大府千歲（李大王爺），旁祀李二府千歲（李二王爺）、李三府千歲（李三王爺），以及池府千歲、吳府千歲、朱府千歲、范府千歲，合稱「五府千歲」，另祀中壇元帥（太子爺）。
正殿還供奉觀音佛祖和玄天上帝，旁邊大港供奉伽藍神，小港供奉普度公，兩側有觀音佛祖殿與註生娘娘殿。

## 重要慶典活動
- 每年農曆四月廿六日慶祝李府千歲聖誕千秋舉辦祈安遶境大典，前一天(農曆四月廿五日)舉行祀宴祝壽大典。
- 每年農曆六月最後三天舉行「過溝建德宮火燈夜巡」，一連三天夜間祈安遶境驅逐鬼魅，以保護過溝地區民眾。「過溝建德宮火燈夜巡」活動已有百年歷史，在民國100年被嘉義縣政府列入嘉義縣縣定文化資產之民俗及有關文物。[2]
- 每年農曆七月十五日舉行中元普渡。

## 外部連結
- 過溝建德宮的Facebook專頁